# Cratere Rūdaki
Rūdaki  è un cratere sulla superficie di Mercurio.